# Pősze Lajos (tanár)
Pősze Lajos (Békés, 1919. május 13. – Debrecen, 1982. február 11.) középiskolai tanár, református gimnáziumi igazgató. 

## Pályafutása
A debreceni református Kollégium Tanárképző Intézetében tanult, ahol 1942-ben szerezte meg magyar-német szakos középiskolai tanári oklevelét. Az 1940-41-es tanévben a müncheni egyetem hallgatója volt. 1942 nyarától a debreceni református kollégium gimnáziumi rendes tanára lett, majd 1943-ban a debreceni tudományegyetemen szerezte meg a bölcsészdoktori fokozatot, disszertációja címe: Die Sprache einer mittelniederdeutschen Handschriften in der Bibliothek des reformierten Kollegiums in Debrecen. 1943-tól katonai szolgálatot teljesített, majd hadifogságba esett, ahonnan 1946 októberében tért haza. Ezt követően tudta folytatni az oktatást a debreceni református kollégiumban, 1951-től pedig az intézmény igazgatója lett. 1952-ben megszerezte orosz nyelvtanári oklevelét, 1957-ben pedig az Oktatásügy Kiváló Dolgozója kitüntetésben részesült.